# Samtgemeinde Harpstedt
Samtgemeinde Harpstedt er den eneste Samtgemeinde i Landkreis Oldenburg, og ligger i den sydøstlige del af landkreisen, i den tyske delstat Niedersachsen. Administrationen ligger i flækken Harpstedt.

## Geografi
Samtgemeinden ligger i Naturpark Wildeshauser Geest og gennemløbes af floden Delme, og i vestenden løber Hunte. Derudover løber vandløbene Purrmühlenbach, Annenriede (også kaldt Annengraben) og Dünsener Bach gennem Samtgemeinden. Ved den østlige ende af området danner Klosterbach grænse til Landkreis Diepholz.

### Nabokommuner
Mod vest grænser Samtgemeinde Harpstedt til landkreisens administrationsby Wildeshausen og til Dötlingen,
mod nord til Ganderkesee og den kreisfri by Delmenhorst, mod øst og syd til Stuhr, Bassum og Twistringen (Landkreis Diepholz) samt mod sydvest til Goldenstedt (Landkreis Vechta).

### Inddeling
Til Samtgemeinden hører kommunerne:
1. Beckeln
2. Colnrade
3. Dünsen
4. Groß Ippener
5. Harpstedt
6. Kirchseelte
7. Prinzhöfte
8. Winkelsett